# شهنام شهابی
شهنام شهابی (زادهٔ ۱۷ اردیبهشت ۱۳۶۱) بازیگر ایرانی است. او با بازی در فیلم شاخ گاو (۱۳۷۴) بازیگری را آغاز کرد. و با مجموعه تلویزیونی پنج کیلومتر تا بهشت (۱۳۹۰) به شهرت رسید.

## زندگی
او در رشته بازیگری و کارگردانی تئاتر در دانشگاه آزاد اسلامی واحد بوشهر تحصیل کرده است. دو خواهر و یک برادر بزرگتر دارد، پدرم دندانپزشک است. در سال ۱۳۶۹ وقتی با دوچرخه بازی می کرد کیانوش عیاری وی را اتفاقی دید و خوشش آمد و با پدر و مادرش صحبت کرد و سال ۱۳۷۴ در فیلم شاخ گاو این کارگردان بازی کرد. یک سال بعد برای بازی در فیلم ابراهیم در جشنواره چهاردهم فیلم فجر از او تقدیر شد. او سپس از جشنواره جیفونیه کشور ایتالیا هم لوح تقدیر گرفت. در عرصه رادیو کار بازیگری انجام داد و مدتی به خوانندگی روی آورد. وی در سریال‌هایی چون پنجره (۱۳۹۰)، پنج کیلومتر تا بهشت (۱۳۹۰) پرستاران (۱۳۹۵) در تلویزیون و آقای رئیس‌جمهور (۱۳۷۹) در سینما ایفای نقش کرده است.
شهابی ۸ بهمن ۱۳۹۴ خبر ازدواج خود را منتشر کرد.

## فیلم‌شناسی

### سینمایی
1. شیش و بش (۱۳۸۹)
2. جنایت و جنحه (۱۳۸۴)
3. بی تو تنهایم (۱۳۸۰)
4. از کنار هم می‌گذریم (۱۳۷۹)
5. آقای رئیس‌جمهور (۱۳۷۹)
6. ابراهیم (۱۳۷۵)
7. تعطیلات تابستانی (۱۳۷۴)
8. شاخ گاو (۱۳۷۴)
9. دختران هم می‌میرند (۱۳۹۸)
10. بهانه (۱۳۸۸)
11. سرایدار
12. مرخصی شب عید

### تلویزیونی
- ۱۳۷۵ بازگشت به خانه (مسعود نوابی)
- ۱۳۷۵ راز تنهایی (محمود رضایی)
- ۱۳۷۷ ب مثل بهار (مسعود شاه محمدی)
- ۱۳۷۷ بگذار آفتاب برآید (حسین مختاری)
- ۱۳۷۸ این زمینی‌ها (مسعود شاه محمدی)
- ۱۳۷۸ روزگار جوانی (اصغر هاشمی)
- ۱۳۷۹ این یک دادگاه نیست (اصغر توسلی)
- ۱۳۸۰ جوانی (سعید سلطانی)
- ۱۳۸۱ زنگ آخر (نیما فلاح)
- ۱۳۸۲ خانه‌ای در تاریکی (سعید سلطانی)
- ۱۳۸۴ لبه تاریکی (سعید سلطانی)
- ۱۳۸۵ عبور از مه (شفیع آقا محمدیان)
- ۱۳۸۶ هویت (مهدی ودادی)
- ۱۳۸۶ با من قرار بگذار (عباس مرادیان)
- ۱۳۸۷ سایه‌ای در تاریکی (ابراهیم جوادخانی)
- ۱۳۸۸ حلقه شانس (محمدرضا ممتاز)
- ۱۳۸۹ تاوان (شهرام شاه‌حسینی)
- ۱۳۸۹ پنج کیلومتر تا بهشت (علیرضا افخمی)
- ۱۳۹۰ پنجره (قدرت‌الله صلح میرزایی)
- ۱۳۹۵ پرستاران (علیرضا افخمی)، (شهرام شاه‌حسینی)
- ۱۳۹۹ بیگانه ای با من است (فصل دوم) (آرش معیریان)